# Solomon Golomb
Solomon Wolf Golomb (Baltimora, 30 maggio 1932 – Los Angeles, 1º maggio 2016) è stato un matematico statunitense.
È noto per essere l'inventore dei polimini e di una variante della dama nota come Cheskers. Era specialista in problemi di calcolo combinatorio, teoria dei numeri, teoria dei codici e le comunicazioni. Il gioco Tetris ha tratto ispirazione dai suoi pentamini. Nel 2012 ha ricevuto la National Medal of Science.